# Glenn Bourke
Glenn Bourke (Sídney, 11 de noviembre de 1960) es un deportista australiano que compitió en vela en las clases Laser y Finn.
Ganó tres medallas de oro en el Campeonato Mundial de Laser entre los años 1988 y 1990. También obtuvo una medalla de plata en el Campeonato Mundial de Finn de 1992.

## Palmarés internacional
| Campeonato Mundial | Campeonato Mundial       | Campeonato Mundial | Campeonato Mundial |
| Año                | Lugar                    | Medalla            | Clase              |
| ------------------ | ------------------------ | ------------------ | ------------------ |
| 1988               | Falmouth (Reino Unido)   | Medalla de oro     | Laser              |
| 1989               | Århus (Dinamarca)        | Medalla de oro     | Laser              |
| 1990               | Newport (Estados Unidos) | Medalla de oro     | Laser              |

| Campeonato Mundial | Campeonato Mundial | Campeonato Mundial | Campeonato Mundial |
| Año                | Lugar              | Medalla            | Clase              |
| ------------------ | ------------------ | ------------------ | ------------------ |
| 1992               | Cádiz (España)     | Medalla de plata   | Finn               |